# Ефате
Ефате (англ. Efate) — острів в архіпелазі Нові Гебриди в Тихому океані. На острові знаходиться вулкан Маунт-Макдональд.

## Географія
Острів знаходиться в центральній частині архіпелагу Нові Гебриди в Тихому океані. На острові розташована столиця Вануату Порт-Віла. Ефате має вулканічне походження і сформувався в результаті значної тектонічної активності в цьому регіоні. Загальна площа острова - 899,5 км², а найвищою точкою є Маунт-Макдональд з висотою 647 метрів над рівнем моря.